# Rebecca Saunders
Rebecca Saunders (* 19. Dezember 1967 in London) ist eine britische Komponistin.

## Leben
Rebecca Saunders studierte Violine und Komposition an der Universität Edinburgh. Danach absolvierte sie von 1991 bis 1994 ein Kompositionsstudium an der Hochschule für Musik Karlsruhe bei Wolfgang Rihm mit einem Stipendium des DAAD. 1997 erfolgte die Promotion im Fach Komposition bei Nigel Osborne.
Ihre Musik wird von renommierten Ensembles, Solisten und Orchestern gespielt, darunter Ensemble Musikfabrik, Klangforum Wien, Ensemble Modern, Arditti Quartett, Ensemble Resonanz und die Sinfonieorchester von SWR, WDR und BBC.
In der Saison 2009/2010 war sie Capell-Compositeur der Staatskapelle Dresden. Von 2005 bis 2006 war sie Composer in Residence beim Konzerthaus Dortmund.
Für ihre Kompositionen hat Rebecca Saunders zahlreiche Preise erhalten, darunter den Ernst von Siemens Musikpreis 2019, den BMW musica viva-Preis, den Paul-Hindemith-Preis, den Mauricio-Kagel-Musikpreis der Kulturstiftung NRW, sowie mehrere Royal Philharmonic Society und BASCA British Composer Awards. Rebecca Saunders hat eine Professur an der HMTM Hannover inne und unterrichtet u. a. seit 2000 bei den Darmstädter Ferienkursen. 2024 erhielt sie den Goldenen Löwe der Musik-Biennale di Venezia.
Rebecca Saunders lebt als freischaffende Komponistin in Berlin und ist Mitglied der bayerischen Akademie der schönen Künste sowie der Akademien der Künste in Berlin und Dresden.

## Werke
- Behind the velvet curtain für Trompete, Klavier, Harfe und Violoncello, 1991–1992
- Into the Blue für Cello, Klavier, Schlagzeug, Fagott, Klarinette und Kontrabass, 1996
- Quartet für Klavier, Violine, Kontrabass und Akkordeon, 1998
- Dichroic Seventeen für Klavier, zwei Schlagzeuge, zwei Kontrabässe, Akkordeon und Elektrogitarre, 1996
- Molly's Song 3 – Shades of Crimson für Viola, Gitarre und Altflöte, 1995
- albescere für zwölf Instrumente und fünf Stimmen, 2001
- vermilion für Klarinette, Elektrogitarre und Cello, 2003
- insideout, Musik zur choreographischen Installation von Sasha Waltz, 2003
- blaauw für Doppeltrichtertrompete, 2004
- Choler für Klavierduo, 2004
- miniata für Akkordeon, Klavier, Chor und Orchester, 2004
- Rubricare für Streicher und Orgel, 2005
- Crimson für Klavier, 2005
- Stirrings Still für Altflöte, Oboe, A-Klarinette, Klavier und Crotales, 2006
- chroma IX for chamber groups in several spaces (2003-08), UA: Wittener Tage für neue Kammermusik, 2008
- still für Violine solo und Symphonieorchester (2011), UA: Beethovenfest Bonn, 2011
- Stasis. Raumcollage für 16 Solisten (2011) UA: Donaueschinger Musiktage, 2011
- Alba, für Solotrompete und Symphonieorchester, Musica Viva (München), 2014
- Bite, für Solo Bassflöte (2016), UA: Huddersfield Contemporary Music Festival, 2016
- Skin, für Sopran und 13 Instrumente (2015-16), UA: Donaueschinger Musiktage, 2016
- Sole, Trio in Fis, für mobiles Akkordeon, Schlagzeug und Klavier (2018), UA: ECLAT Festival, 2019
- White, für Doppeltrichtertrompete (2016), UA: musica viva Festival, 2016
- Yes, Performance für Sopran, 19 Solisten und Dirigent (2017), UA: Berliner Musikfest und St. Eustache Paris, 2017
- O, für Sopran Solo (2017)
- Unbreathed, für Streichquartett (2017)
- O Yes & I, für Sopran und Bassflöte (2017/18)
- Dust, für Schlagzeug Solo (2017), UA: Acht Brücken Festival Köln, 2018
- Flesh, für Akkordeon Solo (2018), UA: Darmstädter Ferienkurse, 2018
- Hauch, für Violin Solo (2018)
- Scar, für 15 Solisten und Dirigent (2018/19), UA: Acht Brücken Köln 2019
- Stirrings Still III, für sieben im Raum verteilte Spieler (2006–2019)
- That Time, für Bariton Saxophone, Klavier und Schlagzeug (2019), UA: Trio Accanto at Festival Présences Paris, 2020
- Moving Picture 946-3 Kyoto Version, Musik für Solo Trompete und Elektronik für einen Film von Corinna Belz und Gerhard Richter (2019/20), UA: Kiyomizu-dera Temple in Kyoto, Japan, 2019 und Musikfest Berlin, 2020
- Nether, für Sopran und 19 Spieler (2017/19), UA: Essen NOW! , 2019
- Whitinnan, für Innenklavier (2019), UA: Wien Modern, 2019
- The Mouth, für Sopran und Elektronik (2018/20), UA: IRCAM, 2020
- To an utterance - study (2020), UA: Musikfest Berlin, 2020